# NK Krško Posavje
NK Krško Posavje ist ein slowenischer Fußballverein aus Krško. Derzeit spielt der Verein in der Slovenska Nogometna Liga, der zweithöchsten slowenischen Fußballliga.

## Geschichte

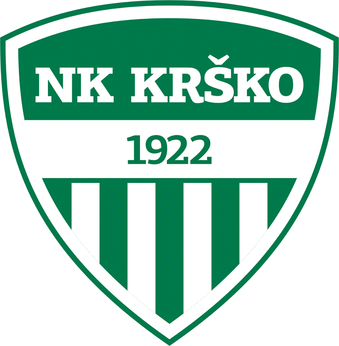
Logo des NK Krško bis zur Fusion 2023

Der Verein wurde 1922 NK Krško gegründet. Nachdem er 2023 mit dem NK Posavje Krško fusionierte, wurde der Name auf NK Krško Posavje geändert.

## Stadion
Der Verein trägt seine Heimspiele im Štadion Matije Gubca aus. Das Stadion wurde 1980 eröffnet. Nach der Fertigstellung der Umbauarbeiten (2011) hatte das Stadion eine Kapazität von 1.850 überdachten Sitzplätzen.